# 圆翅燕鱼
圆翅燕鱼（学名：Platax pinnatus），又稱彎鰭燕魚，俗名蝙蝠魚、鯧仔、圓海燕、飛翼，为輻鰭魚綱鱸形目鱸亞目白鲳科的其中一種。

## 分布
本魚分布于印度太平洋區，包括南非、東非、馬達加斯加、留尼旺、模里西斯、葛摩、塞席爾群島、阿曼、馬爾地夫、聖誕島、可可群島、伊朗、巴基斯坦、印度、緬甸、泰國、韓國、日本、臺灣、菲律賓、越南、馬來西亞、印尼、巴布亞紐幾內亞、澳洲、馬紹爾群島、馬里亞納群島、密克羅尼西亞、帛琉、紐埃、關島、新喀里多尼亞、萬那杜等海域。该物种的模式产地在南亚和东南亚。

## 深度
水深0至60公尺。

## 特徵
本魚體極側扁，呈菱形，口小，略突出。幼魚體黑色，頭背部與各鰭緣鑲橘黃邊；成魚則轉變為黃褐色，具2條深色橫帶。背鰭、腹鰭與臀鰭皆延長橙鐮刀狀，尾鰭圓形，頜部有條紋細長、平三尖齒，中央的尖頭大約兩倍於側面尖頭的長度。在顎骨或犛骨無牙齒。在下頜的兩邊上的五個孔，前鰓蓋骨平滑，鰓蓋沒有棘。背鰭硬棘5枚；背鰭軟條34至39枚；臀鰭硬棘3枚；臀鰭軟條25至29枚，體長可達50公分。

## 生態
本魚幼魚期棲息在淺海域的礁石邊或河口區活動，擬態似有毒的扁蟲，成魚則在較深的深水域活動。生性溫馴，游速緩慢，屬雜食性，以藻類和浮游動物為食。

## 經濟利用
幼魚體態優美，可做為觀賞魚，成魚則可食用，肉質鮮美。在台灣已有養殖成魚的技術。

## 扩展阅读
維基物種上的相關：圆翅燕鱼